# 下顎後静脈
下顎後静脈（かがくこうじょうみゃく）は、頭頸部の静脈のひとつ。浅側頭静脈と顎静脈が合流して作られ、耳下腺内、外頸動脈の表側、顔面神経下方の位置で下降し、下顎枝と胸鎖乳突筋の間を通る。
二つの枝を持つ。
- 前枝は前顔面静脈と合わさり、総顔面静脈を作る。
- 後枝は後耳介静脈と合流し、外頸静脈となる。

この記事にはパブリックドメインであるグレイ解剖学第20版（1918年）646ページ本文が含まれています。